# Sharda Cropchem Limited
Sharda Cropchem Limited (Шарда Кропхем Лімітед) — міжнародна компанія, що спеціалізується на виробництві агрохімікатів, один з лідерів на ринку генеричних засобів захисту рослин. Штаб-квартира — в місті Мумбаї, Індія.

## Історія
Компанію було започатковано паном Р. Бубна, інженером-хіміком з Індії, який має 45 річний досвід роботи в хімічній промисловості. Він разом з дружиною пані Шарда Р. Бубна почав свою підприємницьку діяльність. Заснована ним компанія отримала свою назву на честь дружини Sharda International у 1987 році та Bubna Enterprises в 1989 році (разом складають «Виняткову Власність»). Підприємства Виняткової Власності займалися виробництвом і експортом барвників, напівпродуктів барвників, пестицидів, агрохімікатів і клинових ременів. Згодом 1 квітня 2004 року усі права та обов'язки підприємств були передані Компанії Sharda Worldwide Exports Private Limited. 6 вересня 2013, компанія змінила свою назву на Sharda Cropchem Private Limited і, відповідно, 18 вересня 2013 вона була перетворена у відкрите акціонерне товариство з назвою Sharda Cropchem Limited (75 % акцій належать пану Р.Бубні, а 25 % іншим акціонерам).
Логотип  — SC
Девіз — «Ми перемагаємо, коли клієнт виграє».
Sharda Cropchem Limited в Україні

## Продукція
Представництво Компанії Sharda Cropchem Limited працює в Україні з 2008 року. На сьогоднішній день в Україні зареєстровано наступні препарати:
Гербіциди:
Сапфир КЕ, (Ацетохлор, 900г/л)- кукурудза, соняшник;
Гліацинт РК, (Ізопропіламінна сіль гліфосат 480 г/л) — землі не с/х призначення;
Ізумруд РК, (Імазетапір 100 г/л) — соя;
Цитрин КЕ + Самфаст, (Клетодим 240 г/л + поверхнева активна речовина) — буряки цукрові, соняшник;
Промет КС, (Прометрин 500 г/л) — соняшник, морква;
Тарзан КЕ (Хізалофоп-п-етил 125 г/л) — соя, Нікош КС, (Нікосулфурон 40 г/л)- кукурудза;
Бента РК, (Бентазон 480 г/л) — соя, пшениця озима;
Тру ВГ, (Трибенурон-метил 750 г/л) –пшениця озима та яра, ячмінь ярий;
Амилин Супер КЕ, (2,4-Дихлорфеноксиоцтової кислоти 2-етилгексиловий эфір 850 г/л)- пшениця;
Вінес РК, (Імазамокс 40 г/л) — соя, соняшник.
Фунгіциди для обробки насіння:
Родоліт Форте ТН, (Тебуконазол 120 г/л) — пшениця;
Інсектициди:
Рубін КЕ, (Лямбда-цигалотрин 50 г/л) — пшениця;
Фунгіциди:
Карбен КС, (Карбендазим 500 г/л) — пшениця, соняшник;
Родоліт Супер ЕВ, (Тебуконазол 250 г/л) — пшениця, ріпак;
Десикант:
Десикаш РК, (Дикват 150 г/л) — ріпак, соя, соняшник, зернові.

## Діяльність
Sharda Cropchem зробила значний прорив на розвинуті ринки Європи та Америки, які вважаються високо бар'єрними ринками. Загалом Компанія також має присутність на багатьох інших регульованих ринках світу, зокрема в Латинській Америці, Азії та країнах пострадянського простору. Розподіл доходу від продажу агрохімічної продукції на 31 березня, 2015 складає: Європа 68 %, Північна Америка 15 %, Латинська Америка 6 %, інші частини світу 11 % відповідно.
На сьогодні загальна кількість препаратів Компанії включно з тими, що знаходяться у стадії реєстрації дорівнює 1300.
Компанія слідує бізнес-моделі, яка спрямована на виявлення генеричних молекул, підготовку досьє, реєстрацію, маркетинг та реалізацію формуляцій через дистриб'юторів або за допомогою власного відділу продажів. Sharda Cropchem Limited спеціалізується на розробці досьє та реєстрації препаратів в різних країнах. Компанія не тільки працює з дистриб'юторами, але і має власну мережу представництв в різних країнах Європи, Мексиці, Колумбії, ПАР та Індії. Стратегія Компанії полягає в роботі через глобальну мережу постачальників, що забезпечує її гнучкість і рухливість.
Компанія здатна забезпечити широкий спектр продукції для своїх клієнтів. Портфоліо компанії в сфері агрохімічного бізнесу включає формуляції і генеричні діючі речовини фунгіцидів, гербіцидів і інсектицидів для захисту різного роду культур, а також особливий сегмент біоцидів в області дезінфікуючих засобів, тим самим, дозволяючи запропонувати різноманітний асортимент препаратів.
Асортимент продукції крім агрохімічного бізнесу включає в себе ремені, загальні хімікати, барвники та проміжні компоненти барвників, що дозволяє компанії задовольнити різноманітні потреби її клієнтів.
Продукція виробляється, пакується та маркується у відповідності із міжнародними стандартами ISO 9001:2008 в Індії, Китаї, Європі та Латинської Америки.
Компанія постійно розширює асортимент якісних та інноваційних препаратів створених для потреб агробізнесу.
Фінансова діяльність 2014—2015:
Оборот -174$ млн.
EBITDA — 28$ млн.
Число співробітників — 127